# John William Finn
John William Finn (23 de julio de 1909-27 de mayo de 2010) fue marinero estadounidense en la Marina de los Estados Unidos. Sirvió como contramaestre en jefe. Recibió la más alta condecoración del ejército de Estados Unidos, la Medalla de Honor, por sus acciones durante el ataque a Pearl Harbor en la Segunda Guerra Mundial. Finn fue el galardonado con la Medalla de Honor más antigua de los Estados Unidos y el último en vivir de los galardonados con Pearl Harbor.

## Primeros años
Finn nació el 23 de julio de 1909 en Compton, California. Finn abandonó la escuela después del séptimo grado Luego asistió al entrenamiento de Servicios Públicos de Aviación General en la Estación Naval Great Lakes. En 1939, Finn se casó con su esposa Alice Finn.

## Pearl Harbor y después
Como jefe de artillería de aviación estacionado en la Estación Aérea Naval de Kaneohe Bay, se ganó la medalla manejando una ametralladora desde una posición expuesta durante el ataque, a pesar de haber sido herido repetidamente. Continuó sirviendo en la Marina y en 1942 se le comisionó un alférez.
En 1947 fue revertido a contramaestre en jefe, y finalmente ascendió a teniente antes de retirarse en 1956. En sus últimos años hizo muchas apariciones en eventos para celebrar a los veteranos. En el momento de su muerte, Finn era el receptor vivo más antiguo de la Medalla de Honor y el último receptor vivo del ataque a Pearl Harbor.

## Vida personal
Su esposa, Alice Finn, murió en 1998. Desde 1956, Finn vivió en un rancho en Live Oak Springs, cerca de Pine Valley, California.

### Muerte
Finn murió a la edad de 100 años en la mañana del 27 de mayo de 2010, en el Hogar de Veteranos de Chula Vista por causas naturales. Fue enterrado junto a su esposa en el cementerio de la Reserva Indígena Campo, después de un funeral en El Cajón.